# Блукач (роман Лайбера)
Блукач (англ. The Wanderer) — науково-фантастичний роман американського письменника Фріца Лайбера, вперше опублікований 1964 року видавництвом «Ballantine Books».
У романі йдеться про блукаючу планету, яка входить у Сонячну систему. Оповідається про декілька груп персонажів, щоб показати глобальний вплив Блукача на все населення Землі (і ближній космос), а також реакцію цих груп, які намагаються дати собі раду та вижити.

## Зміст
Дія роману розгортається в майбутньому через кілька десятиліть після середини 1960-х років, коли він був написаний. Космічні перегони все ще тривають, США і СРСР мають бази на Місяці, СРСР якраз відправив експедицію до Марса.
Для більшості населення Землі, нова планета з'являється нізвідки позаду Місяця незабаром після повного місячного затемнення. За кілька днів яскрава плямиста фіолетово-жовта планета, яку всі називають просто «Блукачем», розриває своєю гравітацією Місяць. Його гравітація також викликає масову загибель і руйнування, через спричинені гігантські припливи та відпливи, землетруси та виверження вулканів. З'являються літаючі тарілки, вочевидь, намагаючись пом'якшити деякі катастрофічні наслідки. Потім, після вражаючої битви в космосі між Блукачем та новою планетою, яка з'явилася так само раптово, небо знову порожнє. Земля залишилася без Місяця.
Персонажі роману — різні люди по всьому світу. Серед другорядних персонажів: яхтсмен, який намагається самостійно перетнути Атлантичний океан, контрабандист, який працює біля узбережжя В'єтнаму, двоє письменників в Англії, трійка наркоманів у Нью-Йорку та військове командування американської місії на Місяці, глибоко в бункері десь поблизу Вашингтона.
Головні герої — троє давніх друзів. Пол Гегболт супроводжує Марго Гелхорн (та її кішку Мяу) для спостереження за місячним затемненням в обсерваторії у Каліфорнії. Їхній друг і наречений Марго — Дон Мерріам, один із американських астронавтів на місячній базі. Побачивши рекламу «симпозіуму літаючих тарілок», Пол і Марго потрапляють до гурту інтелектуалів, мрійників, шарлатанів і невдах. У цей момент з'являється нова планета, яка викликає землетрус, який ховає їх машину під зсувом ґрунту. Щоб вижити, вони повинні уникнути цунамі, нових землетрусів, банд мародерів і літаючих тарілок. На Місяці Дон Мерріам — єдиний астронавт, якому вдалося уникнути знищення американської місячної бази. Він намагається злетіти на одному з космічних кораблів бази, але провалюється крізь розколотий Місяць. Його корабель зрештою захоплюється командами літаючих тарілок.
Дивна подія відбувається, коли група фанів «тарілок» стикається з цунамі. З'являється літаюча «тарілка», і котоподібна істота використовує якийсь пістолет, щоб відбити хвилі. Потім вона використовує той самий пристрій, щоб затягнути Пола, який тримає Мяу, у «тарілку». При цьому пістолет потрапляє до рук Марго.
У «тарілці» Пол знайомиться з істотою, яка називає себе Тигриця. Це телепат жінка-кішка, вона спочатку помилково сприймає Мяу за розумну істоту, чиї думки вона чує, а Пола — як її їздову «мавпу». Зрозумівши свою помилку, вона демонструє Полу презирство. Однак вона міняє ставлення до нього і пояснює, чому її планета поглинула Місяць.
Більшість жителів Блукача — інтелектуали, мрійники, шарлатани та невдахи. Вони належать до цивілізації, яка охоплює Всесвіт, досягла безсмертя та може будувати планети та подорожувати гіперпростором. Вони навіть можуть створювати для себе тіла. Однак вони тікають від поліції свого уряду. Уряд переслідує нонконформістів і присвячує себе забезпеченню виживання розумного життя до кінця часів, тоді як когорта Блукача хоче досліджувати гіперпростір, змінювати простір, час і свідомість. Їхній політ привів їх на орбіту Землі для дозаправки, оскільки величезна кількість матерії перетворюється в енергію для живлення їхнього гіперпросторового двигуна та зброї: запаси Блукача вичерпані.
Тигриця приваблює Пола, і зрештою поступається його залицянням. Водночас Дона Мерріама разом із його кораблем врятували інші «тарілки» Блукача. Він возз'єднується з Полом на борту корабля Тигриці, їх готують свідчити у суді над Блукачем, бо прибула поліція. Це новоприбула темно-сіра планета «Незнайомець». Дон і Пол свідчать про хороше ставлення, яке вони бачили разом із тисячами інших людей, які з'являлися за допомогою голографічної проєкції. Однак свідчення не допомагають. Пола і Дона евакуюють на кораблі Дона, розміщеному поблизу Землі. Тигриця забирає собі Мяу. Потім відбувається остання битва, і Блукач та його переслідувач зникають. У фінальній сцені Марго та її супутники йдуть до космодрому Ванденберг, коли туди прибуває корабель Дона.

## Персонажі

### Троє друзів
Марго Гелхорн, Пол Гегболт і Дональд Мерріам були друзями ще зі школи. Дон став астронавтом, а Пол пішов за ним у НАСА, використовуючи свою журналістську кваліфікацію, щоб стати піарником агентства. Згодом Марго стала нареченою Дона. Це викликало у Пола нерозділене почуття до неї. Утворюється любовний трикутник. Марго маніпулює і використовує Пола та Дона у своїх цілях. У душі Дон почувається самотнім. Зустріч з симпозіумом «тарілок» повністю руйнує трикутник.

### Симпозіум «тарілочників»
Коли Пол і Марго зустрічають симпозіум на пляжі біля Ванденберга, вони дають учасникам прізвиська.
- «Док» (Рудольф Брехт) — невпинний розвінчувач міфів про НЛО та першокласний продавець піаніно. Є одним із організаторів та головуючих симпозіуму.
- «Тюрбан» (Рама Джоан) — містик, який носить тюрбан і чоловічий смокінг. Колись вона була дружиною нью-йоркського біржового маклера, але покинула комфортний спосіб життя, щоб читати лекції про містику та брати участь у таких заходах, як симпозіум, у пошуках просвітлення.
- «Бородач» (проф. Рос Хантер) — соціолог з Університету штату Орегон. Спочатку він вивчав групи свідків НЛО, але зацікавився самою темою. Під час пригод, викликаних появою Блукача, він зближується з Марго і зрештою спокушає її, при цьому викриваючи та нейтралізуючи її маніпулятивні інстинкти.
- «Маленька людина» (Кларенс Дауд) — ретельний документатор подій НЛО. Він малює Блукача, який показує Землі свої різні обличчя. Ці малюнки є в книзі.
- «Шомпол» (Чарлі Фербі) — суворий на вигляд чоловік, який є фантазером. Він наполягає на тому, що його перенесли на такі планети, як Іспан, місцезнаходження яких знає лише він, але пізніше визнає, що зробив це виключно у своїй фантазії. Його супроводжують дві жінки, які обидві можуть бути його дружинами, членами полігамної секти.

### Нью-Йорк
- Саллі Харріс і Джейк Лешер приємно проводять час та планують написання п'єси. Вони починають з любовної зустрічі на американських гірках Коні-Айленда, досягаючи оргазму в момент появи Блукача. Вони гуляють серед натовпу на Таймс-Сквер, а потім зачиняються у пентхаусі, коли починається повінь. Вони ледве виживають, оскільки цунамі майже досягає даху.
- Араб Джонс, Пепе Мартінес і Хай Банді — курці марихуани, вони ганяються за Блукачем по Нью-Йорку, вигадуючи про це божевільні історії. Врешті вони тонуть на станції метро.

### Флорида
Барбара Кац — молода жінка з планом. Вона ловить старого мільйонера Кноллса К. Кеттерінга III, який шпигує за нею за допомогою свого телескопа, поки вона приймає сонячні ванни. Вирішивши стати його «другом», вона пробирається до його двору під час затемнення, вони разом спостерігають за подією в той самий телескоп. З «ККК» і його чорними слугами вона намагається втекти від повені, виїхавши з Флориди на лімузині. Відбиваючись від поліцейських-расистів і банди Ку-клукс-клану, вони перечікують повінь, лазячи по деревах, а потім знаходять розбиту яхту, на якій переживають наступні катастрофи.

### Бункер
Генерал «Спайк» Стівенс і полковник Мейбл Воллінгфорд є двома членами команди управління місячною базою, розташованої глибоко під землею десь поблизу Вашингтона. Спочатку вони вважають, що події є «проблемою», симуляцією, створеною їхнім начальством, щоб перевірити їхню готовність. Невдовзі після того, як вони розуміють, що події на їхніх екранах реальні, бункер затоплює вода. Стівенс і Воллінгфорд опиняються в пастці. Усвідомлюючи, що вони ось-ось помруть, вони займаються сексом, незважаючи на те, що ненавиділи одне одного з моменту зустрічі.

### Велика Британія
Дай Дейвіс і Річард Гілларі разом випивають в англійському графстві Сомерсет, а потім розходяться. Гілларі повертається до рідних графств Англії, але при втечі з низин припливи заливають басейн Темзи. Він виживає, досягнувши височини на пагорбах Малверн. Девіс, поет-романтик, складає оди новій планеті, а потім намагається дійти до Уельсу через, очевидно, сухий естуарій річки Северн. Зрештою тоне накритий збільшеним багаторазово бором Северна.

### На морі
- Вольф Лонер намагається самостійно перетнути Атлантику. Через погану погоду і втрату радіозв'язку він навіть не підозрює, що в небі щось відбувається. Перший натяк йому на те, що сталося щось дивне, це коли його човен натикається на дзвіницю Старої Північної церкви в Бостоні.
- Багонг Бунг — контрабандист, який постачає обидві сторони партизанської війни біля узбережжя В'єтнаму. Раптово великі припливи відкривають уламки на дні моря, які він грабує заради скарбу.
- Біля узбережжя Південної Америки атомний круїзний лайнер «Принц Чарльз» викрадають революціонери. Повені несуть його глибоко в басейн Амазонки, де він зрештою зупиняється на суші, як ковчег Ноя, із сотнями пасажирів.